# Creta di Timau
Creta di Timau (niem. Hocheck) – szczyt w Alpach Karnickich. Leży we Włoszech, w prowincji Udine. 

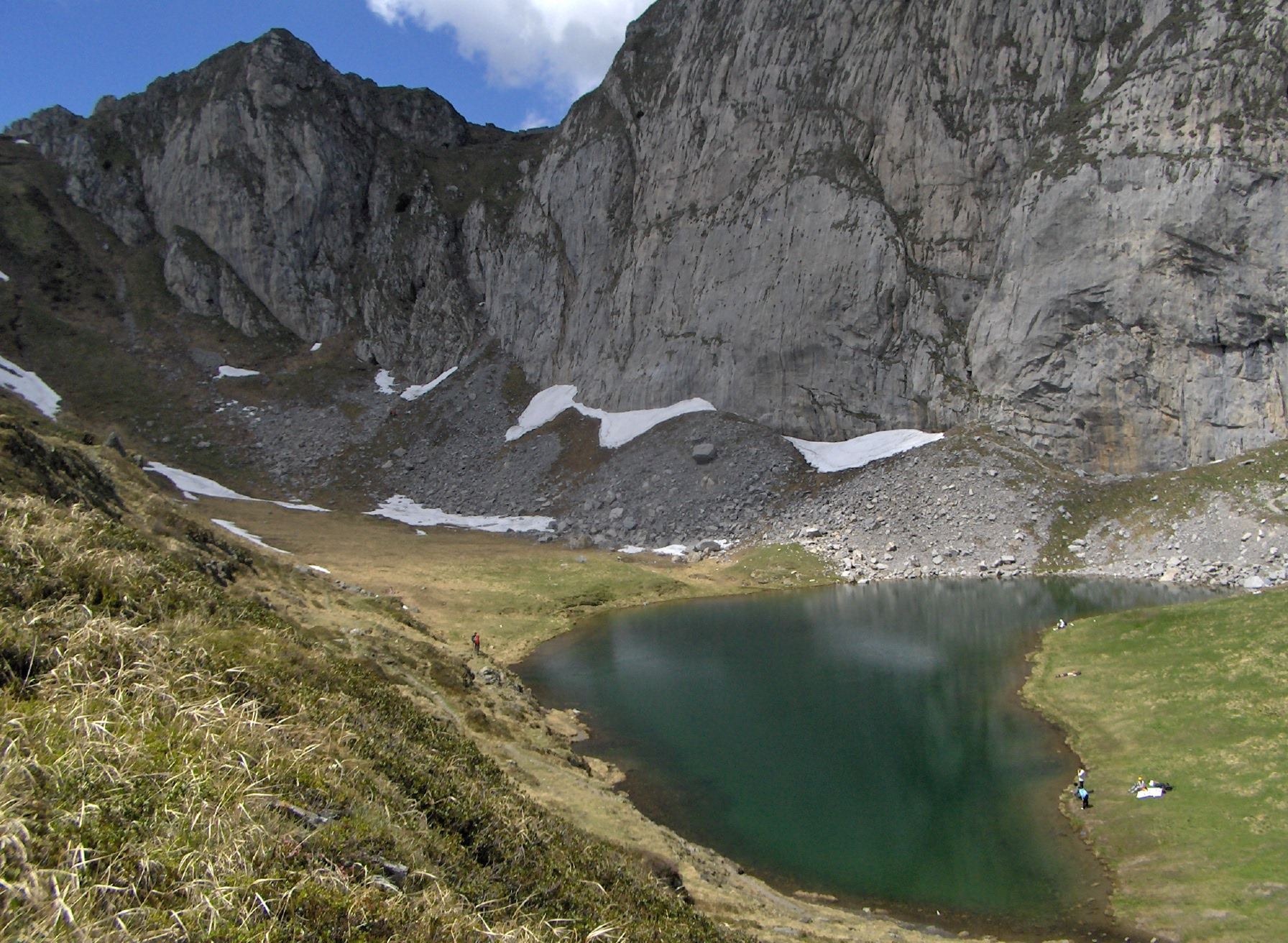
Jezioro Avostanis

Na wschód od szczytu znajduje się jezioro Avostanis. Niedaleko jeziora znajduje się schronisko Ricovero Casera Pramosio Alta (1940 m), jeszcze niżej znajduje się inne schronisko Rifugio Casera Promosio (1521 m), do którego można dotrzeć samochodem. Od strony austriackiej na szczyt nie prowadzi żadna oznakowana droga.